# Ordo virtutum
Ordo Virtutum (en español: Orden de las virtudes) es una moralidad alegórica, o drama litúrgico, compuesto por Hildegarda de Bingen hacia 1151. Constituye la moralidad conservada más temprana por más de un siglo, y el único drama musical medieval que subsiste del que conozcamos la autoría tanto del texto como de la música. 
Una versión corta de Ordo Virtutum sin música aparece al final de Scivias, la recopilación más famosa de Hildegarda sobre sus visiones. También se incluye en algunos manuscritos del Symphonia armoniae celestium revelationum ("Sinfonía de la armonía de las revelaciones celestiales"), que es un ciclo de más de 70 canciones litúrgicas. Pudo haber sido interpretada por las monjas del convento en honor a la iglesia de St. Rupertsberg en 1152. o posiblemente antes de la misa para la Consagración de las Vírgenes en el convento.

## Argumento
Ordo Virtutum trata sobre la lucha de un alma humana, o Anima, entre las virtudes y el diablo. No relata ni hechos bíblicos, ni la vida de un santo, ni milagros. La obra puede ser dividida como sigue:
- Parte I: Prólogo en el cual las virtudes son presentadas a los patriarcas y profetas que se maravillan de las virtudes.
- Parte II: Oímos las quejas de las almas que se hallan encarceladas en cuerpos. El (hasta ese momento) alma feliz entra y su voz contrasta con la de las almas infelices. Sin embargo, el alma está demasiado impaciente por saltarse la vida e ir derecha al cielo. Cuando las virtudes le dicen que ella tiene que vivir primero, el diablo la seduce lejos hacia las cosas mundanas.
- Parte III: Las virtudes por turnos se identifican y se describen a sí mismas, mientras que el diablo interrumpe de vez en cuando y expresa opiniones contrarias e insultos.
- Parte IV: El alma regresa arrepentida. Una vez que las virtudes la han aceptado de vuelta, se vuelven hacia el diablo, al que atan y entonces elogian a Dios.
- Parte V: Una procesión de todos los personajes.

## Música
Ordo Virtutum se escribe en verso dramático y contiene 82 melodías diferentes, que están construidas más silábicamente que las canciones litúrgicas de Hildegarda. Todas las partes se cantan en canto llano salvo la del Diablo. Se da una alternancia entre partes solistas y partes corales así como alternancia entre partes melismáticas y partes silábicas.

### Roles
Las Virtudes (cantadas por 17 voces solistas femeninas): Humildad (reina de las virtudes), Esperanza, Castidad, Inocencia, Desprecio del Mundo, Amor Celestial, Disciplina? (el nombre está tachado o borrado en el manuscrito), Modestia, Misericordia, Victoria, Discreción, Paciencia, Conocimiento de Dios, Caridad, Temor de Dios, Obediencia y Fe.
Coro de los Profetas y de los Patriarcas (cantado por un coro masculino).
Coro de las Almas (cantado por un coro femenino).
El Diablo (cantado por una voz masculina). El diablo no canta, solamente grita o gruñe porque según Hildegarda no puede producir armonía.
Se ha sugerido que el alma representa a Richardis von Stade, amiga y compañera monja de Hildegarda, que se había ido para ser abadesa de otro convento. Hildegarda estaba disgustada por esta circunstancia y había intentado que se revocase esta decisión, apelando incluso al Papa Eugenio III. Sin embargo, Hildegarda fracasó y Richardis se fue, para morir poco después el 29 de octubre de 1151. Antes de morir, Richardis le dijo a su hermano que ella quería volver con Hildegarda, lo cual no es muy diferente de la vuelta del alma arrepentida de Ordo Virtutum.

## Discografía
- 1982 – Hildegard von Bingen: Ordo virtutum. Sequentia. (LP: Deutsche Harmonia Mundi 20.395/96; CD: CDS 7492498; MC: 77051-4-RG).  Tr. de Peter Dronke.
- 1995 – Hildegard von Bingen: Ordo virtutum. Vox Animae. (CD: Etcetera BV KTC1203).  Tr. Ansy Boothroyd y Michael Fields.
- 1997 – Hildegard von Bingen: Ordo virtutum. Sequentia. (CD: Deutsche Harmonia Mundi 05472 77394 2).  Tr. Peter Dronke.
- 2003 – Hildegard von Bingen in Portrait. Vox Animae. (Doble DVD: BBC / OpusArte OA 0874 D).  Tr. Ansy Boothroyd y Michael Fields. Incluye:

- Hildegard, documental dramatizado de la BBC protagonizado por Patricia Routledge;
- A Real Mystic, entrevista y lectura con el profesor Michael Fox;
- A Source of Inspiration, documental de la Catedral Nacional de Washington sobre su vida y época;
- Illuminations, galería de arte sobre sus visiones místicas con comentarios del profesor Michael Fox.